# Haseki Sultan

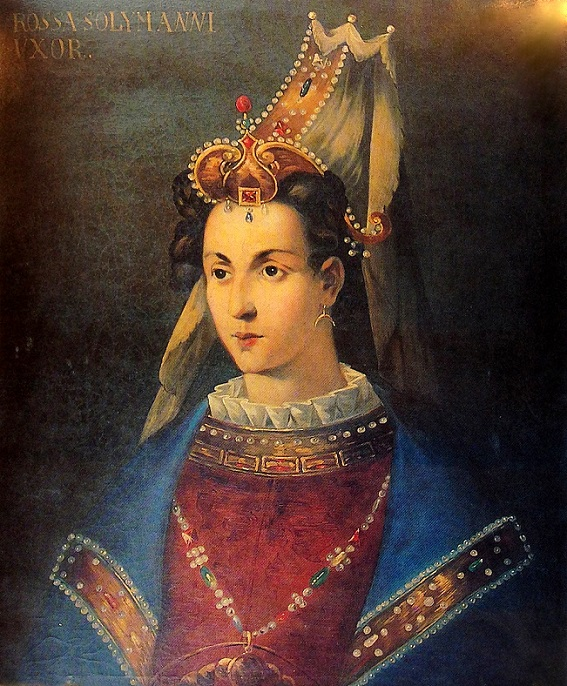
Hürrem Sultan, den första Haseki

Haseki Sultan var en osmansk titel som ibland användes för den främsta gemålen till det Osmanska rikets sultaner. Det var en hederstitel som av sultanen för den bland sina gemåler (hustrur eller konkubiner) som han önskade utmärka särskilt. 
Titeln användes för första gången för Hürrem Sultan 1533, och för sista gången för Rabia Sultan 1692. Haseki Sultan motsvarade inte den europeiska titeln drottning, eftersom det inte var den högsta titeln för en kvinna vid hovet. Den högst rankade kvinnan och haremets första dam var istället sultanens mor, vars titel valide sultan stod högre än Haseki Sultan. Det var en titel som också kunde innehas av flera av sultanens gemåler samtidigt: Ibrahim I gav titeln till åtta av sina haremskvinnor samtidigt. 
Titeln kom ur bruk efter 1695 och ersattes av titeln kadınefendi som därefter blev den högsta titeln för sultanens gemåler, men som aldrig hade lika mycket prestige som Haseki Sultan. 

## List på Haseki sultans
- Hürrem Sultan, gemål till Suleiman den store
- Nurbanu Sultan, gemål till Selim II
- Safiye Sultan, gemål till Murad III
- Kösem Sultan, gemål till Ahmed I
- Ayşe Sultan (Murad IV), gemål till Murad IV
- Turhan Sultan, gemål till Ibrahim I
- Saliha Dilaşub Sultan, gemål till Ibrahim I
- Muazzez Sultan, gemål till Ibrahim I
- Ayşe Sultan, gemål till Ibrahim I
- Mahienver Sultan, gemål till Ibrahim I
- Saçbağlı Sultan, gemål till Ibrahim I
- Hürrem Sultan, gemål till Ibrahim I
- Şivekar Sultan, gemål till Ibrahim I
- Hümaşah Sultan, gemål till Ibrahim I
- Gülnuş Sultan, gemål till Mehmed IV
- Rabia Sultan, gemål till Ahmed II